# Ogólna teoria nie-uprawiania ogrodu
Jeżeli edytujesz kod źródłowy, to aby uzyskać taki efekt: teoria, elektronem, Witolda Gombrowicza – twórz linki według składni: [[teoria]], [[elektron]]em, [[Witold Gombrowicz|Witolda Gombrowicza]].

Ogólna teoria nie-uprawiania ogrodu – krótki tekst filozoficzny autorstwa Leszka Kołakowskiego, stanowiący satyryczną analizę postaw wobec ogrodnictwa z perspektywy różnych szkół filozoficznych i ideologii XX wieku. Tekst ukazał się w ramach zbioru 13 bajek z królestwa Lailonii dla dużych i małych, a jego głównym celem jest ukazanie relatywizmu w myśleniu teoretycznym oraz przewrotne obnażenie absurdów ideologicznego podejścia do rzeczywistości.

## Kontekst i przesłanie
Kołakowski stawia pytanie o konieczność teoretyzowania nawet najbardziej prozaicznych aspektów życia – takich jak nieuprawianie ogrodu. Autor zauważa, że samo nieuprawianie ogrodu bez posiadania „odpowiedniej” teorii może być uznane za „płytkie” i „niegodne”. W związku z tym przedstawia szereg uzasadnień – z różnych nurtów filozoficznych – dla decyzji o nieuprawianiu ogrodu.
Celem tekstu jest przede wszystkim ironiczne ukazanie, jak filozofia i ideologia mogą służyć do racjonalizacji najprostszych zjawisk i wyborów życiowych, często prowadząc do logicznych paradoksów.

## Omówienie teorii

### Teoria marksistowska
W ujęciu marksistowskim ogrodnictwo postrzegane jest jako narzędzie ideologiczne burżuazji. Według tej teorii kapitaliści starają się przekonać proletariat, że uprawianie ogrodu jest przyjemnością, aby odciągnąć go od walki klasowej. Posiadanie małej działki ma także dawać złudne poczucie własności, co osłabia świadomość klasową. Ogrodnictwo to więc element opresji kapitalistycznej.
Wniosek: Nie uprawiaj ogrodu! (Q.E.D.)

### Teoria psychoanalityczna
Zgodnie z podejściem psychoanalitycznym, popularność ogrodnictwa w Anglii wynika z nieuświadomionego poczucia winy za zniszczenie natury w wyniku rewolucji przemysłowej. Natura jako symbol Matki została „zabita”, więc Anglicy próbują odkupić winy, pielęgnując namiastkę przyrody – ogród.
Wniosek: Nie wolno ci uprawiać ogrodu! (Q.E.D.)

### Teoria egzystencjalna
Filozofia egzystencjalna interpretuje ogrodnictwo jako daremną próbę nadania sensu naturze, czyli przekształcenia „bytu-w-sobie” w „byt-dla-siebie”. Takie działanie jest nie tylko ontologicznie niemożliwe, ale i moralnie naganne – to zaprzeczanie autentyczności bycia.
Wniosek: Ogrodnictwo jest fałszem! (Q.E.D.)

### Teoria strukturalistyczna
W teorii strukturalistycznej ogrodnictwo burzy podstawowe opozycje pojęciowe (np. praca/wypoczynek, dom/pole), na których opiera się porządek społeczny. W tradycyjnych społeczeństwach praca odbywała się na zewnątrz, a wypoczynek w domu. W nowoczesnych – na odwrót. Uprawianie ogrodu w czasie wolnym wprowadza chaos w te struktury.
Wniosek: Uprawianie ogrodu jest błędem! (Q.E.D.)

### Filozofia analityczna
Filozofia analityczna stwierdza, że nie istnieje ścisła, jednoznaczna definicja ogrodu ani ogrodnictwa. Brak precyzyjnego znaczenia tych terminów czyni ich użycie intelektualnie nieodpowiedzialnym, a ich praktykowanie – tym bardziej.
Wniosek: Nie będziesz ogrodu uprawiał! (Q.E.D.)

## Styl i znaczenie
Tekst Kołakowskiego jest pastiszem stylów filozoficznych. Każda „teoria” kończy się łacińskim skrótem Q.E.D. (quod erat demonstrandum), co w nauce oznacza: „co było do udowodnienia”. W kontekście tekstu jest to ironiczne podkreślenie, jak łatwo każdą ideologię można wykorzystać do uzasadnienia dowolnej tezy – nawet tak trywialnej jak niechęć do ogrodnictwa.

## Interpretacja
„Ogólna teoria nie-uprawiania ogrodu” może być odczytywana jako:
- krytyka nadmiaru ideologii w myśleniu i życiu codziennym,
- satyra na akademicką filozofię, która oddala się od rzeczywistości,
- refleksja nad wolnością jednostki w świecie zdominowanym przez systemy myślowe,
- parodia relatywizmu, pokazująca, że wszystko można udowodnić – o ile dobierze się odpowiednią teorię.